# Samuel S. Cox

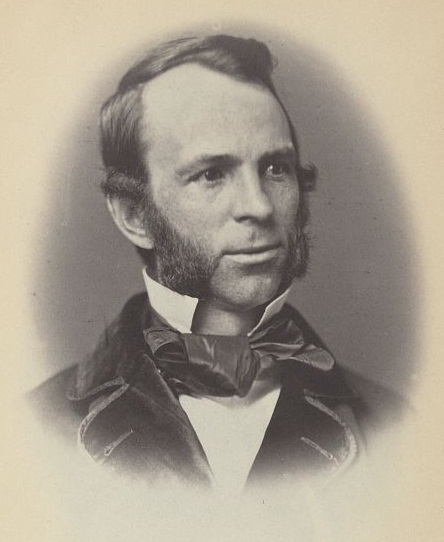
Samuel S. Cox im Alter von etwa 35 Jahren

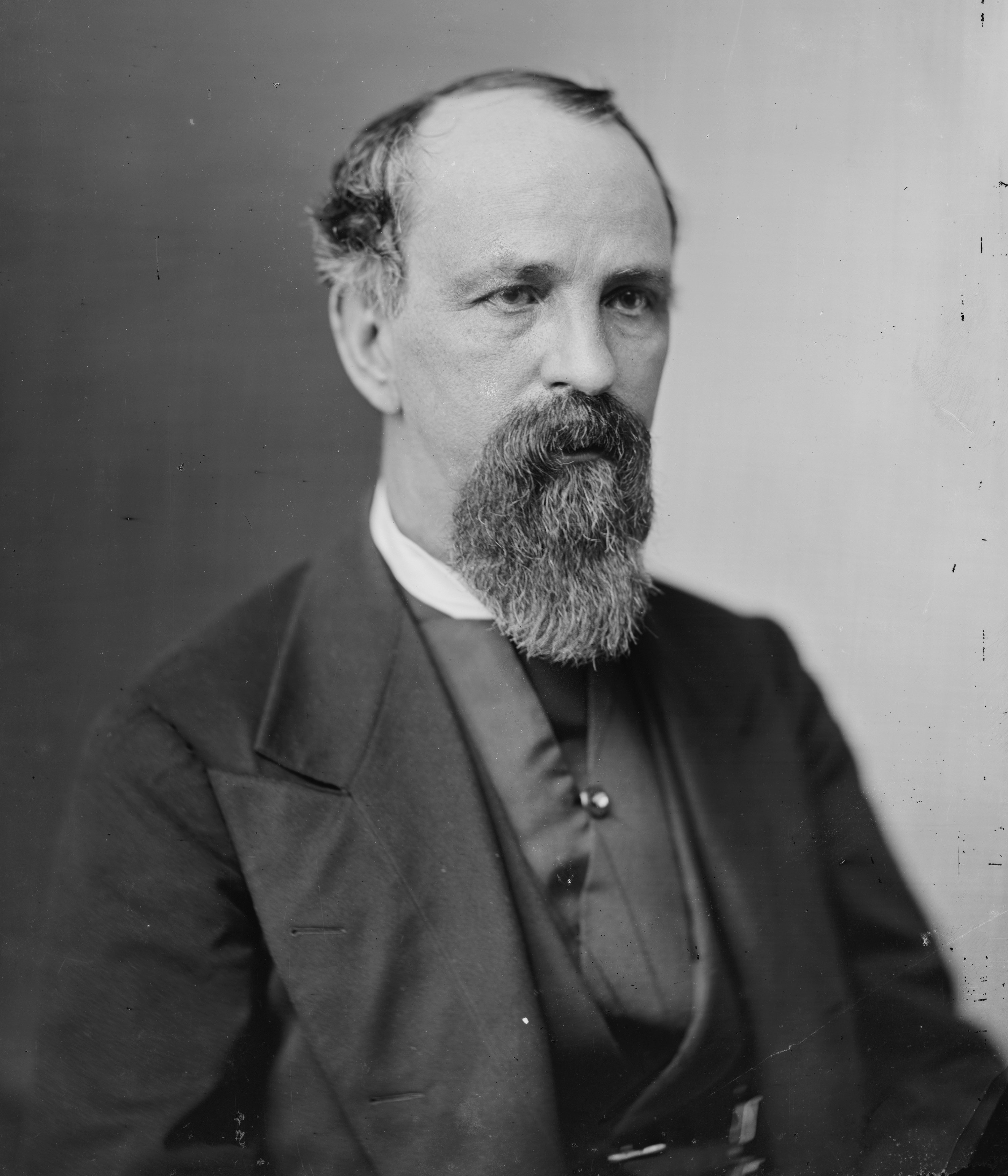
Samuel S. Cox

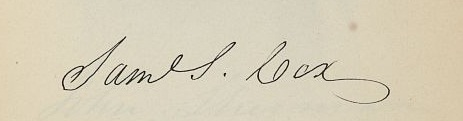
Unterschrift

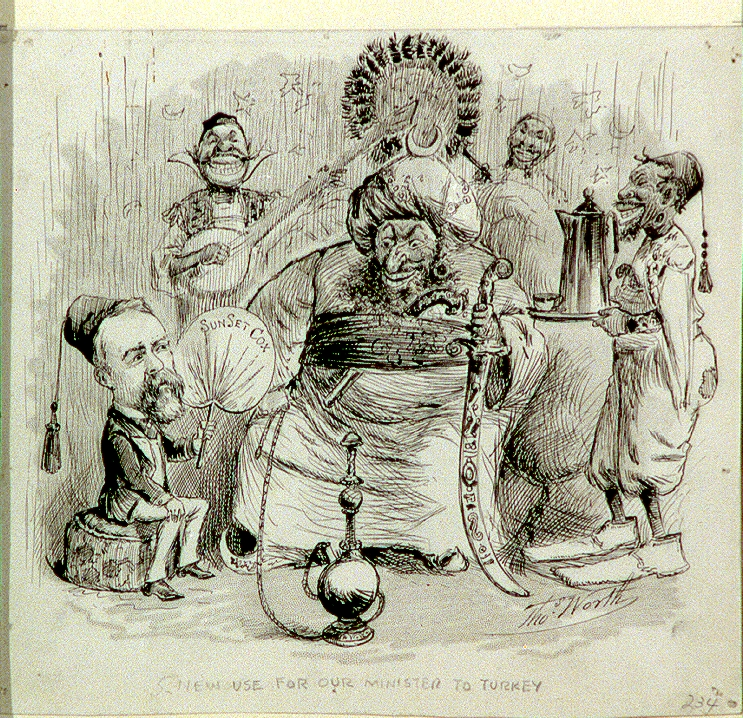
New Use For Our Minister to Turkey

Samuel Sullivan „Sunset“ Cox (* 30. September 1824 in Zanesville, Ohio; † 10. September 1889 in New York City) war ein US-amerikanischer Jurist, Schriftsteller und Politiker. Er vertrat zwischen 1857 und 1865 den Bundesstaat Ohio und dann zwischen 1869 und 1873 sowie zwischen 1873 und 1885 und zuletzt zwischen 1886 und 1889 den Bundesstaat New York im US-Repräsentantenhaus.

## Werdegang
Samuel Sullivan Cox wurde ungefähr neuneinhalb Jahre nach dem Ende des Britisch-Amerikanischen Krieges in Zanesville geboren und wuchs dort auf. Er besuchte die Ohio University in Athens und graduierte 1846 an der Brown University in Providence (Rhode Island). Cox studierte Jura, erhielt seine Zulassung als Anwalt und begann dann 1849 in Zanesville zu praktizieren. Er erwarb die Zeitung Columbus Statesman in Ohio und war in den Jahren 1853 und 1854 dort als Redakteur tätig. 1855 ging er als Secretary of the US Legation nach Lima (Peru). Politisch gehörte er der Demokratischen Partei an. Er nahm als Delegierter in den Jahren 1864 und 1868 an den Democratic National Conventions teil.
Bei den Kongresswahlen des Jahres 1856 wurde Cox im zwölften Wahlbezirk von Ohio in das US-Repräsentantenhaus in Washington, D.C. gewählt, wo er am 4. März 1857 die Nachfolge von Samuel Galloway antrat. Er wurde zwei Mal in Folge wiedergewählt. Dann kandidierte er im Jahr 1862 im siebten Wahlbezirk von Ohio für einen Kongresssitz. Nach einer erfolgreichen Wahl trat er am 4. März 1863 die Nachfolge von Richard Almgill Harrison an. Zwei Jahre später erlitt er bei seiner Wiederwahlkandidatur eine Niederlage und schied nach dem 3. März 1865 aus dem Kongress aus. Während der Zeit als Kongressabgeordneter hatte er den Vorsitz über das Committee on Revolutionary Claims (35. Kongress).
Cox zog am 4. März 1865 nach New York City, wo er wieder als Anwalt tätig war.
Bei den Kongresswahlen des Jahres 1868 wurde er im sechsten Wahlbezirk von New York in das US-Repräsentantenhaus in Washington D.C. gewählt, wo er am 4. März 1869 die Nachfolge von Thomas E. Stewart antrat. Nach einer erfolgreichen Wiederwahl erlitt er im Jahr 1872 eine Niederlage und schied nach dem 3. März 1873 aus dem Kongress aus. Während dieser Wahl trat er sowohl für die Demokraten als auch für die Liberal Republicans für den „at-large“-Sitz im 43. Kongress an. Am 4. November 1873 wurde er dennoch in das US-Repräsentantenhaus gewählt, um dort die Vakanz zu füllen, die durch den Tod von James Brooks entstand. Er wurde fünf Mal in Folge wiedergewählt. Im Jahr 1884 kandidierte er im achten Wahlbezirk für einen Kongresssitz. Nach einer erfolgreichen Wahl trat er am 4. März 1885 die Nachfolge von John J. Adams an, verkündete aber am 20. Mai 1885 schon seinen Rücktritt. Als Kongressabgeordneter hatte er in dieser Zeit den Vorsitz über das Committee on Banking and Currency (44. Kongress), das Committee on the Census (46. Kongress), das Committee on Foreign Affairs (46. Kongress) und das Committee on Naval Affairs (48. Kongress).
Präsident Grover Cleveland ernannte ihn am 21. Mai 1885 als Nachfolger von Lew Wallace zum Gesandten (Envoy Extraordinary and Minister Plenipotentiary) im Osmanischen Reich – eine Stellung, die er bis zum 22. Oktober 1886 innehatte.
Am 2. November 1886 wurde er im neunten Wahlbezirk von New York in das US-Repräsentantenhaus gewählt, um dort die Vakanz zu füllen, die durch den Rücktritt von Joseph Pulitzer entstand. Cox wurde in die zwei folgenden Kongresse wiedergewählt. Er verstarb während seiner letzten Amtszeit am 10. September 1889 in New York City und wurde dann auf dem Green-Wood Cemetery in der damals noch eigenständigen Stadt Brooklyn beigesetzt.

## Trivia
Sein Großvater war der Kongressabgeordnete James Cox aus New Jersey. Er wurde nach Samuel Sullivan benannt, der zwischen 1820 und 1823 State Treasurer (Finanzminister) von Ohio war.
Samuel Sullivan Cox war als redegewandter Sprecher bekannt. Seinen Spitznamen „Sunset“ bekam er wegen einer besonders blumigen Beschreibung eines Sonnenuntergangs in einer seiner Reden („... by reason of a highly wrought and sophomoric editorial on a flaming sunset after a great storm.“) James H. Baker, der damalige Redakteur der Scioto Gezette, einer Whig-Zeitung in Chillicothe, gab ihm daraufhin den Spitznamen.

## Werke
Cox verfasste während seines Lebens die folgenden Werke:
- 1852: A Buckeye Abroad
- 1865: Eight years in Congress, from 1857 to 1865
- 1885: Three Decades of Federal Legislation, 1855-1885